# Pałac w Glinnej (rejon tarnopolski)
Pałac w Glinnej – pałac z XIX w. w Glinnej, zniszczony w 1915 r.
Palac wybudowany został w latach 40. XIX w. na wzgórzu nad stawem przez Ignacego Aleksa Komorowskiego. Znajdował się w sporym parku krajobrazowym. Obiekt został spalony w 1915 r..